# Wilhelm Reinhard (Jurist)
Wilhelm Reinhard (* 1. September 1776 in Kirchberg; † 26. November 1858 in Paris) war ein deutscher Jurist, Beamter und Autor.

## Familie
Reinhard war der Sohn des späteren badischen Staatsrats Maximilian Wilhelm Reinhard. Die Malerin Sophie Reinhard war seine Schwester. Sein Großvater war der baden-durlachische Geheimrat und Staatsrechtler Johann Jacob Reinhard. Am 26. Juni 1803 heiratete er Amalia Meier, die Tochter des badischen Geheimrats Emanuel Meier.

## Leben
Seine Schulausbildung erhielt Reinhard am Pädagogium in Lörrach, wo seit 1783 Johann Peter Hebel als Präzeptoratsvikar (Hilfslehrer) wirkte.
Reinhard war ab 1798 als Hofadvokat in Karlsruhe tätig, dann folgte eine Karriere als Geheimer Sekretär (1803), Regierungsrat (1806), Kammerprokurator (1807), Finanzrat (1809), Finanzkommissär (1813) und Geheimer Referendar (1815).
1818 wurde er zum Direktor des Ministeriums für auswärtige Angelegenheiten. Von 1819 bis 1822 gehörte als Abgeordneter der Stadt Pforzheim der Zweiten Kammer der Badischen Ständeversammlung an. 1819 wurde er Mitglied der Gesetzgebungskommission und des Oberzensurkollegiums, 1820 Wirklicher Staatsrat und Mitglied des Staatsministeriums. 1822 wurde er seiner Dienste enthoben.
Beim Wartburgfest von 1817 wurde sein Werk Die Bundesacte – über Ob, Wann und Wie? deutscher Landstände symbolisch verbrannt.

## Werke (Auswahl)
- Die Bundesacte – über Ob, Wann und Wie? deutscher Landstände, 1817
- Ueber jetzige Zeit und Deutschlands zeitgemäße Politik, 1831
- Ernst und Laune, aus meinen alten Papieren, Carlsruhe und Baden 1838
  - 1. Band Google Digitalisat
  - 2. Band Google Digitalisat
- Bekenntnisse aus Leben und Meinungen, 1840
  - 1. Band Digitalisat der BSB München
  - 2. Band Digitalisat der BSB München